# Umberto D.
Umberto D. é um filme neo-realista italiano de 1952 , dirigido por Vittorio de Sica. O elenco era composto em sua maioria por atores não profissionais, incluindo Carlos Battisti, que interpreta Umberto Domenico Ferrari, um idoso romano pobre que tenta desesperadamente manter seu quarto alugado. Sua senhoria (Lina Gennari) está despejando a ele e a seus únicos amigos, a empregada (Maria-Pia Casilio) e seu cachorro Flike.
De acordo com Robert Osborne, do canal de televisão estadunidense Turner Classic Movies, esse era, entre todas as suas realizações, o preferido de De Sica. O filme foi incluído na lista da revista TIME "ALL-TIME 100 Movies" em 2005.
Os sets do filme foram realização de Virgilio Marchi.

## Elenco
- Carlo Battisti como Umberto Domenico Ferrari
- Maria-Pia Casilio como Maria, a empregada
- Lina Gennari como Antonia Belloni, a senhoria
- Ileana Simova como a mulher no quarto de Umberto
- Elena Rea como a freira no hospital
- Memmo Carotenuto como o paciente do hospital
- Alberto Albari Barbieri como o amigo de Antonia

## Enredo
A polícia dispersa um protesto de idosos exigindo um aumento de suas pífias aposentadorias. Um dos manifestantes é Umberto D. Ferrari, um funcionário público aposentado.
Ele retorna ao seu quarto e descobre que sua senhoria o alugou por uma hora para um casal de amantes. Ela ameaça despejar Umberto no fim do mês caso ele não consiga pagar seus alugueis atrasados, na soma de quinze mil liras. Ele vende um relógio e alguns livros, mas só consegue juntar parte do valor. A senhoria se recusa a aceitar pagamentos parciais, afirmando que receberá "tudo ou nada".
Enquanto isso, a gentil empregada divide seus problemas com Umberto. Ela confessa a ele que está grávida de três meses, mas não tem certeza qual de dois soldados é o pai: um alto de Nápoles ou um baixo de Florença.
Se sentindo doente, Umberto é aceito em um hospital. Ele descobre ser um caso simples de amigdalite e recebe alta após alguns dias. Quando retorna ao apartamento, encontra pedreiros renovando o lugar. A senhoria vai se casar. O quarto de Umberto teve o papel de parede arrancado e tem um buraco aberto na parede. Maria, a empregada, o informa que seu quarto se tornará parte de uma sala de estar ampliada. Ela têm tomado cuidado de seu cão, Flike, mas a senhoria deixou a porta aberta, numa tentativa de se livrar do cão, que foge.
Umberto corre para o canil da cidade e encontra alívio ao encontrar Flike. Ao perambular pela cidade, ele encontra um antigo amigo, que ante sua insinuação da necessidade de um empréstimo, finge não ouvir. Ele tenta mendigar na rua, mas seu orgulho o impede. Sem esperanças, ele contempla o suicídio, mas antes precisa ter certeza que Flike terá cuidadores. Ele coloca seus pertences numa mala e abandona o apartamento. Seu conselho de despedida para Maria, a empregada, é que se livre do seu namorado de Florença.
O idoso tenta arranhar um lugar para Flike, primeiro com um casal que cuida de cachorros cujos donos se ausentaram, depois com uma criança que conhece. No entanto, a babá da criança a impede de levar o cachorro pra casa e a força a devolvê-lo. Flike vai brincar com algumas crianças enquanto Umberto escapa, esperando que alguma delas o adote. Apesar de sua tentativa de o abandonar, Flike fareja e segue Umberto até embaixo de uma ponte, onde o idoso se escondia. Finalmente, em desespero, Umberto pega o cachorro no colo e anda com ele para os trilhos enquanto um veloz trem se aproxima. Flike se assusta, debate e foge. Umberto corre atrás dele. No início Flike se esconde, mas eventualmente Umberto o convence a brincar com uma pinha e a dupla se reconcilia. Ainda sem teto e sem um centavo no bolso, Umberto anda pela alameda do parque, brincando com seu cachorro.

## Recepção
De Sica disse que o filme foi tão impopular na Itália por ter sido lançado no período pós segunda guerra mundial, quando o país tentava começar a se recuperar. Consequentemente, Umberto D. foi visto como crítico de um orgulho do qual os italianos tentavam se infundir. No entanto, ele foi tremendamente popular no resto do mundo e o filme se manteve como um de seus maiores orgulhos (ao ponto de dedicá-lo ao próprio pai).
Em uma entrevista na qual discutiu Journal d'un curé de campagne, Psicose e Cidadão Kane, Ingmar Bergman disse "Umberto D, é... é um filme que eu vi cem vezes, que eu talvez ame mais que todos.""
Roger Ebert incluiu o filme na sua seleção de "Grandes Filmes", onde escreveu "Umberto D (1952), de Vittorio de Sica, é a estória da luta de um velho para evitar sua queda na pobreza e vergonha. Ele pode ser o melhor filme do neorrealismo Italiano--o que é a si mesmo da maneira mais simples, que não se esforça para alcançar seus efeitos ou se desgasta para tornar sua mensagem clara."

### Prêmios e indicações
- Vittorio de Sica foi indicado para o Grand Prix - Festival de Cannes de 1952[5]
- Indicado a Melhor Filme Estrangeiro da Associação de Críticos de Nova Iorque em 1955
- Cesare Zavattini foi indicado para o Oscar de melhor estória no 29º Oscar em 1957